# Bożków

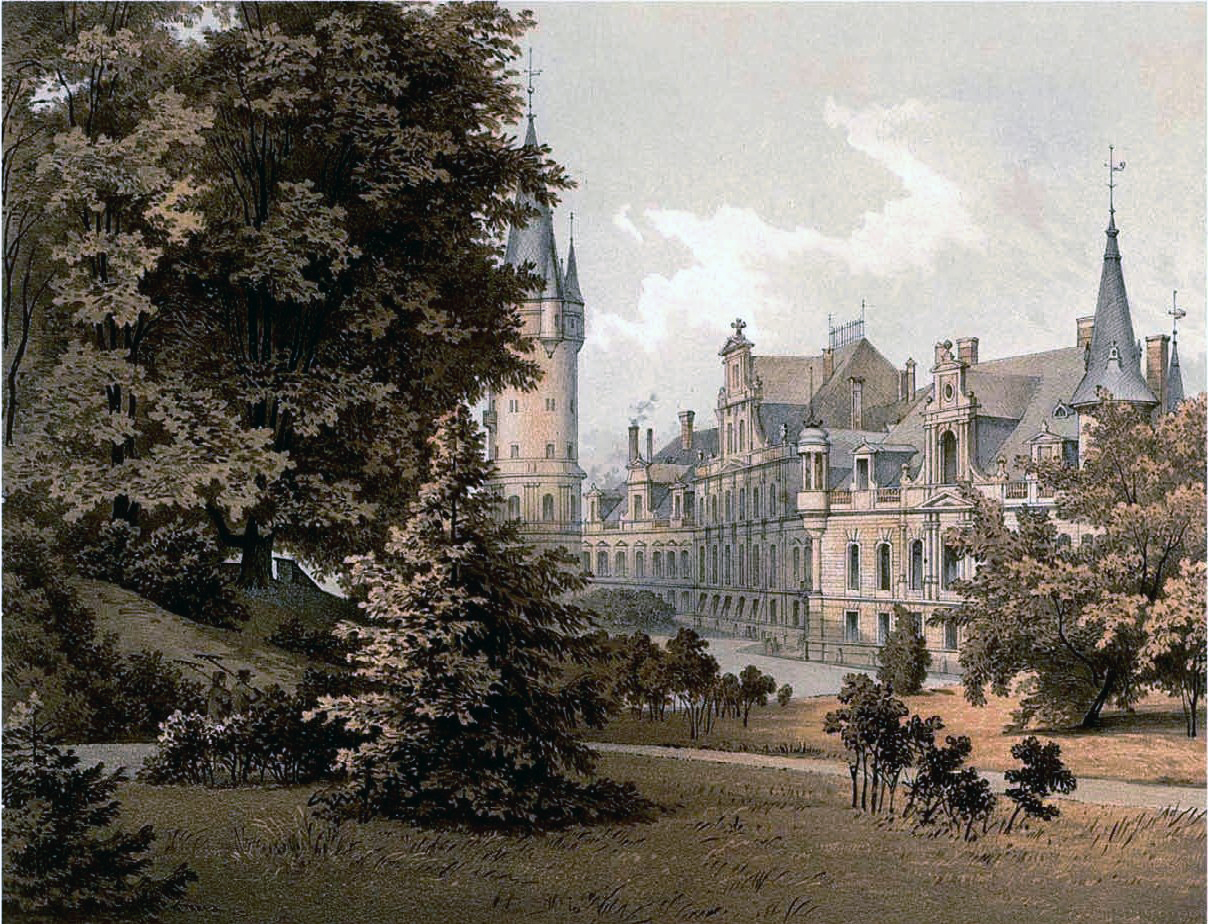
Schloss Eckersdorf um 1860, Sammlung Alexander Duncker

Bożków (deutsch Eckersdorf, tschechisch Jakartice) ist ein Ort in der Landgemeinde Nowa Ruda (Neurode) im Powiat Kłodzki der Woiwodschaft Niederschlesien in Polen. Es liegt in den westlichen Ausläufern des Warthagebirges (polnisch Góry Bardzkie), zehn Kilometer nordwestlich von Kłodzko (Glatz).

## Geographie
Bożków liegt an der Landstraße von Gorzuchów (Möhlten) nach Słupiec (Schlegel). Nachbarorte sind Słupiec und Dzikowiec (Ebersdorf) im Norden, Czerwienczyce (Rothwaltersdorf) und Wojbórz (Gabersdorf) im Osten, Łączna (Wiesau) im Südosten, Święcko (Schwenz) und Gorzuchów im Süden sowie Ścinawka Średnia (Mittelsteine) im Westen.

## Geschichte
Eckersdorf wurde erstmals im Jahre 1348 als „Ekkehardisdorf“ bzw. lateinisch „Ekardi villa“ erwähnt. 1359 ist die Schreibweise „Eckhardsdorf“ belegt. Es wurde als Waldhufendorf angelegt und war Sitz der gleichnamigen Herrschaft Eckersdorf. Es gehörte zum Glatzer Land, mit dem es die Geschichte seiner politischen und kirchlichen Zugehörigkeit von Anfang an teilte. 1352 ist eine Pfarrkirche belegt, die 1652–1730 als Filialkirche zur Pischkowitzer Pfarrei gehörte. Seit 1545 wurde Steinkohlenbergbau betrieben.
Eckersdorf bestand zunächst aus mehreren Teilen, die verschiedene Besitzer hatten. Diese Teile wurden erst im 17. Jahrhundert unter einem Besitzer vereint:
- Der Steinhof war ursprünglich ein Freirichtergut,[2] dessen erster bekannter Besitzer Anfang des 15. Jahrhunderts Hans Clement war. Nach mehreren Besitzerwechseln kam der Steinhof 1520 an Melchior von Raueck und dessen Nachkommen. Da Wenzel von Raueck ein Anhänger des Winterkönigs Friedrich von der Pfalz war, wurde er nach der Schlacht am Weißen Berg enteignet. 1624 tauschte der damalige Genusshaber der Grafschaft Glatz, der Breslauer Bischof Erzherzog Karl diesen Anteil mit seinem Leibarzt Caspar Jäschke gegen dessen Güter Alt Rothwasser und Schwarzwasser bei Johannesberg im Fürstentum Neisse. Caspar Jäschke wurde nach dem Tod des Erzherzogs 1625 Leibarzt des Kaisers Ferdinand III., der ihm das Prädikat von Eisenhut verlieh. In der Folge wurde der Steinhof zum Hauptsitz der Herrschaft und deshalb auch als Schlosshof bezeichnet.
- Zum Niederhof gehörten die Dörfer Halbendorf, Steinwitz, Birgwitz, Hollenau und Rauschwitz. Er war in ältester Zeit vermutlich im Besitz der Herren von Eckersdorf, die sich nach dem Ort benannten. Hans von Eckersdorf verkaufte 1466 den Niederhof an Jacob Güsner, bei dessen Nachkommen er bis 1590 verblieb. In diesem Jahre verkaufte Wenzel von Güsner den Niederhof mit allem Zubehör dem Wenzel von Raueck, dem bereits der Steinhof gehörte. Der Niederhof wurde nachfolgend abgetragen und dessen Grundbesitz mit dem Steinhof vereinigt.
- Der Lindenhof war zunächst ein Lehen. Er war ebenfalls im Besitz der Familie von Raueck. Da Christoph von Raueck, der mit Magdalena von Haugwitz verheiratet war, 1589 ohne männliche Nachkommen starb, erbte dessen Besitzungen sein Vetter Wenzel von Raueck. Nachdem dieser enteignet wurde, gelangte der Lindenhof um 1624 ebenfalls an Caspar Jäschke von Eisenhut.
- Den Oberhof besaß um die Mitte des 14. Jahrhunderts Eberhard von Maltitz.[3] Dessen Erben verkauften ihn 1358 an Hartung von Nimptsch (Nimancz, Niemancz). Dessen Sohn Conrad verkaufte einen Teil des Lehens um 1400 dem Braunauer Vogt Nickel Güsner. Anschließend hatten Mitglieder dieser Familie den Oberhof über 200 Jahre in Besitz. Am 29. Januar 1622 wurde der Oberhof von sächsischen Dragonern abgebrannt. Die Erben des Heinrich von Güsner verkauften daraufhin 1624 das abgebrannte Lehngut an Kaspar Richel. Dessen Witwe Elisabeth verkaufte 1629 als Vormund ihrer Kinder den Oberhof ebenfalls an Caspar Jäschke von Eisenhut, für den es der böhmische Landesherr zu einem Erbgut umwandelte.
- Das Vorwerk Waldhof wurde in älteren Urkunden als der Rothwaltersdorfer Niederhof und später nach seinem Besitzer Hans Langer als das Langhansische Gut bezeichnet und gehörte ursprünglich zur Gemeinde Rothwaltersdorf. 1544 erwarb es Barthel von Raueck, der als Erbherr bereits den Steinhof besaß. Diesen verband er mit dem Waldhof, der nunmehr auch zum Eckersdorfer Grund gehörte. 1684 erwarb der Reichsgraf Johann Ernst von Götzen den Waldhof mitsamt der Obergerichtsbarkeit und anderen Rechten.

Nach dem Tod des kinderlosen Caspar Jäschke von Eisenhut 1633 wurde dessen Witwe Anna Barbara Erbin seiner Eckersdorfer Besitzungen, was ihr am 19. April 1634 der Glatzer Landeshauptmann Johann Arbogast von Annenberg bestätigte. Sie verheiratete sich danach mit Philipp Jacob Carl von Carlshofen. Nach ihrem Tod ging das Eckersdorfer Gut testamentarisch an ihren Sohn Nikolaus Faringer, der dem Jesuitenorden angehörte sowie an das Jesuitenkolleg Steyr in Oberösterreich. Das Gut wurde zunächst von zwei österreichischen Jesuiten verwaltet und unterstand danach dem Glatzer Jesuitenkolleg. Während dieser Zeit wurde das Steinkohlenbergwerk angelegt, welches 1663 der Rektor des Steyrer Kollegiums, Pater Jacob Topf, an den Untertanen Georg Scholz verpachtete, der die Hälfte des damit erzielten Reingewinns an die Jesuiten abzuführen hatte. Am 14. Juni 1663 verkaufte das Steyrer Kollegium mit Erlaubnis des Ordensgenerals das Gut Eckersdorf dem Glatzer Landeshauptmann Johann Georg von Götzen, dem bereits die Lehnsgüter Scharfeneck und Tuntschendorf gehörten. Unter seiner Herrschaft wurden die ältesten Teile des Eckersdorfer Schlosses erbaut.
Nach dem Ersten Schlesischen Krieg 1742 und endgültig mit dem Hubertusburger Frieden 1763 fiel Eckersdorf zusammen mit der Grafschaft Glatz an Preußen. Nach dem Tod des Grafen Johann Josef von Götzen 1771, mit dem die männliche (katholische) Linie derer von Götzen erloschen war, erbten die Besitzungen zunächst dessen drei Schwestern und 1780 der Neffe Anton Alexander von Magnis. Er erwarb sich große Verdienste mit der Einführung moderner landwirtschaftlicher Methoden. Neben der Hebung der Bodenerträge widmete er sich der Zucht von Merinoschafen und Rindern und betätigte sich auch als Unternehmer in industriellen Bereichen. Unter ihm erlebten Eckersdorf und Umgebung eine wirtschaftliche Blütezeit. Für die Zeit um 1800 sind nachgewiesen: Eine Pfarrkirche, ein Pfarrhaus, eine Kapelle mit Einsiedelei, ein herrschaftliches Schloss, eine Schule, ein Kretscham, vier herrschaftliche Vorwerke, eine Brauerei, zwei Wassermühlen, 24 Dienstbauern sowie 60 Gärtner und 12 Häusler. 1801 wurden 788 Einwohner gezählt, unter diesen je ein Bäcker, Binder, Brauer, Fleischer, Schmied, Schneider, Schuster, Tischler und ein Ziergärtner. Betrieben wurden die Steinkohlenbergwerke „St. Franziska“ und „Frischauf“.
Nach der Neugliederung Preußens gehörte Eckersdorf ab 1815 zur Provinz Schlesien, die in Landkreise aufgeteilt wurde. 1816–1853 war der Landkreis Glatz, 1854–1932 der Landkreis Neurode zuständig. Nach dessen Auflösung 1933 gehörte Eckersdorf wiederum zum Landkreis Glatz, mit dem es bis 1945 verbunden blieb. 1817 übergab Anton Alexander von Magnis seine Besitzungen an den gleichnamigen Sohn Anton. Er setzte die landwirtschaftlichen und unternehmerischen Erfolge seines Vaters fort. 1829 gründete er eine Zuckerrübenfabrik, die zu einem modernen und rentablen Großbetrieb ausgebaut wurde und als Vorbild für andere Gründungen in Deutschland diente. Sie wurde von seinen Nachkommen bis 1907 betrieben. Seit 1896 waren die Magnis’schen Besitzungen ein Familienfideikommiss. 1874 wurde der Amtsbezirk Eckersdorf gebildet, zu dem die Landgemeinde Eckersdorf sowie der gleichnamige Gutsbezirk gehörten.
Als Folge des Zweiten Weltkriegs fiel Eckersdorf zusammen mit dem größten Teil Schlesiens 1945 an Polen und wurde in Bożków umbenannt. Die deutsche Bevölkerung wurde, soweit sie nicht schon vorher geflohen war, 1945/46 vertrieben. Die neu angesiedelten Bewohner stammten teilweise aus Ostpolen, das an die Sowjetunion gefallen war. 1975–1998 gehörte Bożków zur Woiwodschaft Wałbrzych (Waldenburg).
Ehemalige Kolonie Louisenhain
Die Kolonie Louisenhain lag nördlich von Eckersdorf. Sie wurde 1787 auf gerodetem Forstboden erbaut und nach Louise von Götzen (1763–1848), der Gemahlin des Grundherrn Anton Alexander von Magnis, benannt. Für die Zeit um 1800 sind nachgewiesen: ein Kretscham sowie 12 Freistellen mit Acker, die von Bergleuten und einem Schmied bewohnt wurden.

## Sehenswürdigkeiten

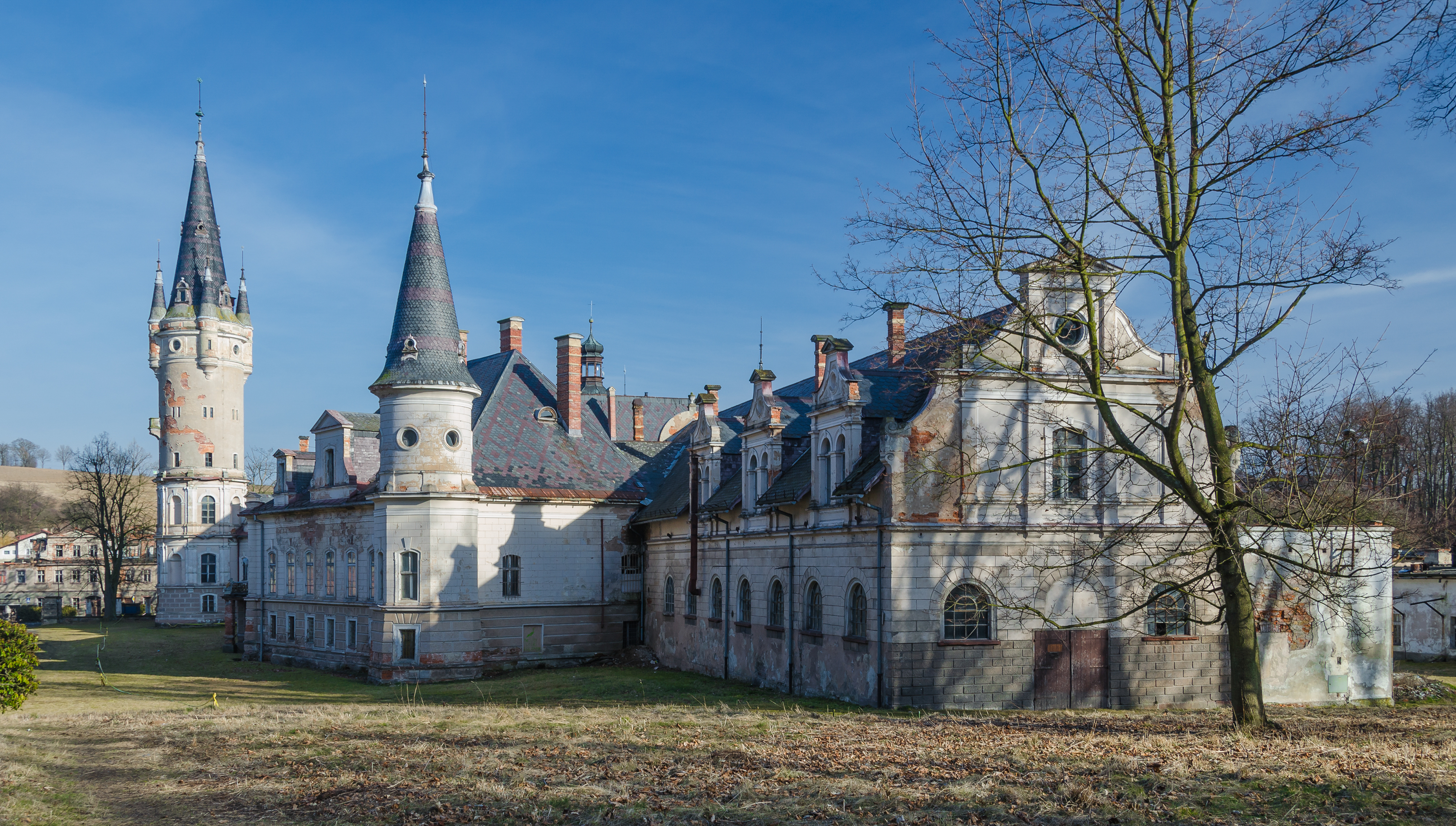
Schloss, Aufnahme aus dem Jahr 2014

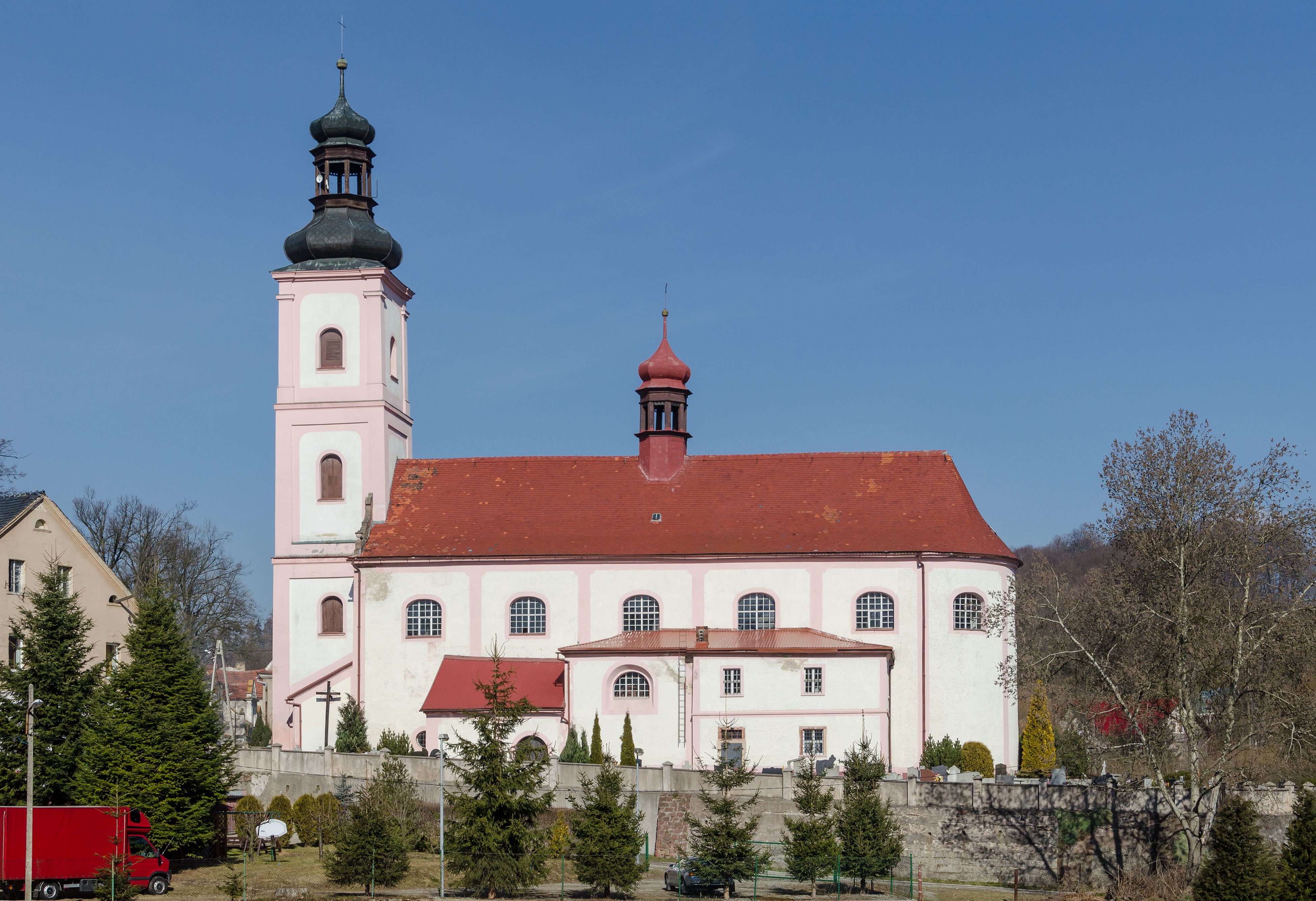
Kirche St. Peter und Paul

- Die Pfarrkirche St. Peter und Paul wurde erstmals 1352 erwähnt und 1704–1708 vom damaligen Grundherrn Johann Franz von Götzen als barocke Saalkirche neu errichtet. Die um 1760 geschaffene Schiffskanzel zeigt den Apostel Petrus beim Einholen des Fischnetzes. Das Schiffssegel auf dem Baldachin über der Kanzel trägt das Wappen der Familie von Götzen. Die Kanzel wurde vom Schnitzer Ludwig Wilhelm Jaschke aus Wartha geschaffen. In einem Mausoleum an der Kirche befinden sich die Gräber der Familie von Magnis.
- Das Pfarrhaus neben der Kirche wurde 1797 errichtet.
- Das Schloss Bożków war Sitz der Herrschaft Eckersdorf. Es war ursprünglich ein Renaissancebau aus dem 16. Jahrhundert und wurde 1670 umgebaut. Unter Anton Alexander von Magnis wurde es 1791 vergrößert und im Übergangsstil vom Barock zum Klassizismus verändert. Nach einem Brand 1870 erfolgte 1877 der Wiederaufbau. Es soll die prächtigste Residenz des Glatzer Landes gewesen sein. Bis 1945 war es im Besitz von Ferdinand Graf von Magnis. Nach dem Krieg wurde es kurz als landwirtschaftliche Fachschule genutzt, nun steht das Gebäude seit etwa 50 Jahren leer.
- Der Schlosspark war in mehrere Terrassen gegliedert und beherbergte zwei Kavalierhäuschen sowie eine Orangerie. 1827–1887 wurde er nach Entwurf von J. Kittel um einen Landschaftsteil erweitert und um 1860 nach Plänen des Landschaftsgärtners Eduard Petzold verändert. Heute befinden sich im Park Sportanlagen.
- Die vom Reichsgrafen Johann Ernst von Götzen entsprechend seinem Testament fundierte St.-Marien-Andachtskapelle wurde nach dem Vorbild der Kapelle in Loreto erbaut und 1722 eingeweiht. Sie befand sich auf einer Anhöhe auf der Ostseite des Dorfes (nach 1945 zerstört).
- Die Ruine Eckersdorf, die Reste eines Aussichtsturmes aus dem frühen 19. Jahrhundert

## Persönlichkeiten
- Franz Xaver Gebauer (1784–1822), Komponist, Kirchenmusiker, Dirigent und Chorleiter
- Anton Franz von Magnis (1862–1944), Bergwerksbesitzer, Reichstagsabgeordneter (Zentrum)
- Franz Magnis-Suseno (* 1936), Jesuit, Rektor der philosophischen Hochschule in Jakarta, Indonesien
- Gabriele von Magnis (1896–1976), Fürsorgerin und Sonderbeauftragte des Breslauer Bischofs Adolf Bertram für die Betreuung der katholischen „Nichtarier“ Oberschlesiens